# Феоктист (Пересада)
Феоктист (Пересада) (в миру Микола Григорович Пересада;  народився 1 грудня 1958) — архієпископ УАПЦ. Один із засновників Української апостольської православної церкви.

## Біографія
Микола Пересада народився у місті Бережани та після закінчення Львівського університету в 1982 році, працював учителем. В 1990—1991 роках проживав у США, а в 1991 році отримав пресвітерське рукоположення.
Прийняв архієрейське свячення в Українській автокефальній православній церкві (УАПЦ). 30 червня 1993 року він був хіротонізований на єпископа Луцького і Волинського. У його хіротонії взяли участь такі ієрархи УАПЦ: архієпископ Львівський і Галицький Петро (Петрусь), єпископ Білоцерківський і Уманський Михаїл (Дуткевич).
Через нетривалий час після архієрейської хіротонії єпископ Феоктист (Пересада) був наділений титулом архієпископа. Керував Луцько-Волинською єпархією УАПЦ до кінця 1996 року. У 1997 році указом патріарха Київського і всієї України Димитрія (Яреми) архієпископ Феоктист (Пересада) був почислений за штат, після чого проживав в своєму рідному місті Бережани Тернопільської області.
У 2001 році архієпископ Феоктист став одним із засновників «Української Апостольської Православної Церкви».